# Ali Tumoa
Ali Tumoa – kiribatyjski koszykarz, reprezentant kraju na arenie międzynarodowej.
W 2003 roku, jego zespół wziął udział w Igrzyskach Pacyfiku rozgrywanych na Fidżi. Podczas tego turnieju wystąpił w czterech meczach, zdobywając sześć punktów, jednak jego ekipa nie odegrała większej roli w zawodach (zespół ten zajął ostatnie 8. miejsce). Na parkiecie spędził nieco ponad 65 minut.
W 2006 roku został sekretarzem generalnym Kiribatyjskiej Federacji Koszykówki, a kilka lat później jego stanowisko objęła Mosisang Keakea.